# محوطه بان کینی
محوطه بان کینی مربوط به سده‌های میانه دوران‌های تاریخی پس از اسلام است و در شهرستان بیجار، بخش مرکزی، دهستان سیلتان، ۱۰۰ متری غرب روستای گل تپه واقع شده و این اثر در تاریخ ۲۷ بهمن ۱۳۸۷ با شمارهٔ ثبت ۲۴۷۱۳ به‌عنوان یکی از آثار ملی ایران به ثبت رسیده است.